# Юй Дабао
Юй Дабао (кит. упр. 于大宝; 18 апреля 1988, Циндао, Шаньдун, КНР) — китайский футболист, нападающий. Также может сыграть вингера и атакующего полузащитника. В настоящее время выступает за клуб «Бэйцзин Гоань». Игрок сборной страны. Игрок (наряду с Дун Фанчжо из «Далянь Шидэ») считался одним из наиболее перспективных футболистов в китайской футболе, известен как игрок контратаки, способен выдерживать высокую аэробную нагрузку.

## Клубная карьера
Перед тем как присоединиться к «Бенфике», Юй Дабао поиграл в молодёжных командах, представляющих Циндао. Многие ведущие клубы Европы претендовали на молодое китайское дарование, в том числе «Аякс», «Ньюкасл» и «Рейнджерс». Однако, нападающий принял решение перейти в «Бенфику», с которой подписал трехлетний контракт. Дебют состоялся через 5 дней и три совместные тренировки с новым клубом после приезда в Португалию. Дабао успешно выступил за молодежную команду «Бенфики», забил три гола и стал ассистентом в четвёртом против «Портимоненсе».
Высокие результаты, показанные в играх за молодёжный состав, позволили нападающему тренироваться вместе с основным составом «Бенфики», кроме того, с ней он прошёл предсезонную подготовку. В сезоне 2007-08 годов Юй Дабао был включён в заявку молодёжного состава «Бенфики».
Официальный дебют за португальскую команду состоялся 26 сентября 2007 года в игре на Кубок Португалии против «Эштрелы», основное время закончилось со счётом 0-0 («Бенфика» победила в серии пенальти 4-5), а игрок провёл на поле 90 минут.
13 мая 2009 года в телефонном интервью пожаловался, что хочет покинуть Португалию и вернуться в Китай, однако затем последовал звонок из клуба, в котором Дабао попросили остаться в Лиссабоне. В итоге, он успел поиграть в аренде в «Авеше» и «Оливаеше Москавиде», за последнюю команду ему даже удалось забить 4 мяча, однако это не спасло команду от вылета в низшую лигу — команда потерпела поражение в последнем матче сезона, который надо было выигрывать.
В феврале 2010 года игрок вёл переговоры с «Далласом», представляющим MLS, однако контракт так и не был подписан. Юй Дабао вернулся в Китай и подписал контракт с «Тяньцзинь Тэда».
27 февраля 2012 года появилась информация о том, что Юй может пополнить ряды «Гуанчжоу Эвергранд», а сумма отступных должна составить 15 млн. юаней. Однако уже на следующий день представители «Гуанчжоу» отказались продолжать переговоры на таких условиях, а игрок на следующий день перешёл в «Далянь Аэрбин», команду, которая являлась дебютантом китайской Суперлиги.

## Международная карьера
Юй Дабао дебютировал за национальную сборную Китая 18 декабря 2010 года в товарищеском матче против сборной Эстонии.
Включён в состав сборной на кубок Азии 2019. 7 января в матче группового этапа против Кыргызстана забил победный гол. В итоге Китай одержал победу 2:1. Во второй игре против сборной Филиппин также отличился голом на 80 минуте, а его команда одержала вторую победу на турнире (3:0).

## Достижения
Китай (до 17)
- Чемпионат Азии по футболу до 17 лет: чемпион, 2004